# 龙溪大道
龙溪大道位于中国广州市荔湾区芳村，是一条呈东西走向的主干道，也是省道113的一部分，广州市西南部出入口之一。道路全长5.74公里，东起花地大道坑口村，经东漖大桥、白沙河桥，西跨佛山河道五丫口大桥接佛山市南海区的海八路，道路两旁有较多花卉种植农地，还有广州花卉博览园、荔湾体育中心、教师新村宿舍楼。其建成可加强广州与佛山及粤西地区联系，减轻广佛公路、广佛高速公路、珠江大桥的的交通压力。

## 建设
1994年9月道路工程动工，设计由广州市市政工程设计研究院负责，由广州市市政工程总公司和芳村区市政建设工程公司建设。1995年7月通车但并未完全竣工，1997年5月道路竣工，总投资约3.7亿元。

## 与之交汇道路
- 顺序由东往西排列，粗体字为主干道
- 花地大道中、东漖南路
- 增南路
- 旧增南路
- 广州环城高速公路增漖站
- 裕海路
- 五丫口大桥、海八路

## 公共交通
- 广州地铁1号线坑口站
- 广佛地铁龍溪站

均在鄰近龍溪大道位置設有出口。